# Винярский, Михал
Михал Винярский (пол. Michał Winiarski; род. 28 сентября 1983, Быдгощ, Польша) — польский волейболист, доигровщик, чемпион мира 2014 года; тренер.

## Спортивная биография
Михал Винярский родился в Быдгоще, волейболом начал заниматься в 15 лет в Спале, в детстве также увлекался футболом. В 2002 году дебютировал в польской лиге в клубе из Ченстоховы.
В 2003 году был капитаном молодёжной сборной Польши, выигравшей чемпионат мира в Тегеране. Первый матч за национальную сборную провёл в январе 2004 года на европейском олимпийском квалификационном турнире в Лейпциге. В дальнейшем молодой доигровщик регулярно вызывался в сборную, а на чемпионате мира 2006 года впервые являлся игроком стартовой шестёрки и стал вторым по количеству набранных очков в польской команде, выигравшей серебро мирового форума. В 2008 году на Олимпийских играх в Пекине сборная Польши дошла до четвертьфинала, Винярский стал лучшим игроком турнира по проценту позитивного приёма и девятым по эффективности атаки.
В мае 2006 года Михал Винярский подписал контракт с итальянским «Трентино», где выступал в течение трёх лет. Об игре Винярского восторженно отзывался его коллега по команде связующий Никола Грбич, отмечавший, прежде всего, способность польского волейболиста быстро принимать нестандартные, неожиданные для соперника решения в любой игровой ситуации. В сезоне 2008/09 годов Винярский в составе «Трентино» выиграл Лигу чемпионов и приз лучшему блокирующему «Финала четырёх» в Праге. Летом 2009 года Винярский вернулся в «Скру» из Белхатува, за которую уже играл до переезда в Италию.
Дальнейшей карьере Михала Винярского в сборной мешали травмы. Проблемы с плечом в 2009 году не позволили ему выступить на чемпионате Европы, в 2010 году из-за травмы колена он провёл только один матч в рамках Мировой лиги, но всё же отправился на чемпионат мира, где не смог проявить свои лучшие качества и в начале следующего международного сезона временно отказался от выступлений за польскую сборную. Полноценное возвращение Винярского в команду состоялось на Кубке мира-2011, который сборная Польши завершила на втором месте. В 2012 году Винярский в составе национальной сборной стал победителем Мировой лиги, участвовал на олимпийском турнире в Лондоне.
В сезоне-2013/14 выступал за новоуренгойский «Факел», летом 2014 года вновь подписал контракт со «Скрой». В сборной Польши в том же году его выбрали капитаном. На домашнем чемпионате мира Михал являлся одним из ключевых игроков команды, прежде всего на приёме. В третьем сете матча второго группового этапа против сборной Ирана он почувствовал сильные боли в спине, после одного из розыгрышей упал на площадку и не смог доиграть встречу. Несмотря на рецидив старой травмы, Винярский продолжил участие в чемпионате, пропустив только один матч польской сборной. Финальный поединок против сборной Бразилии, завершившийся победой поляков со счётом 3:1, он отыграл почти без замен, набрав 13 очков.
В 2017 году Михал Винярский завершил спортивную карьеру и перешёл на работу в должности ассистента главного тренера «Скры» Роберто Пьяццы. С сезона 2019/20 он возглавляет «Гданьск», а с сезона 2022/23 будет работать с «Заверце». 6 апреля 2022 года Винярский стал главным тренером сборной Германии.

## Достижения

### Со сборными
- Чемпион мира (2014).
- Серебряный призёр чемпионата мира (2006).
- Серебряный призёр Кубка мира (2011).
- Победитель Мировой лиги (2012).
- Чемпион мира среди молодёжи (2003).

### С клубами
- Чемпион Польши (2005/06, 2009/10, 2010/11), серебряный (2002/03, 2011/12, 2016/17) и бронзовый (2003/04, 2004/05, 2014/15, 2015/16) призёр чемпионата Польши.
- Обладатель Кубка Польши (2006, 2011, 2012, 2016).
- Обладатель Суперкубка Польши (2012, 2014).
- Чемпион Италии (2007/08), серебряный призёр чемпионата Италии (2008/09).
- Победитель (2008/09), финалист (2011/12) и бронзовый призёр (2009/10) Лиги чемпионов.
- Победитель (2010) и бронзовый призёр (2012) клубного чемпионата мира.

### Индивидуальные
- Лучший принимающий олимпийского турнира (2008).
- Лучший подающий Кубка Польши (2006).
- Лучший принимающий Кубка Польши (2011, 2012).
- Лучший блокирующий «Финала четырёх» Лиги чемпионов (2009).
- Лучший принимающий «Финала четырёх» Лиги чемпионов (2012).
- Игрок года в Польше по результатам опроса Siatkarskie Plusy (2007).

## Государственные награды
- Золотой Крест Заслуги (5 декабря 2006) — за выдающиеся спортивные достижения[11].
- Офицерский Крест ордена Возрождения Польши (23 октября 2014) — за выдающиеся достижения в спорте и продвижение Польши в мире[12].

## Личная жизнь
13 мая 2006 года Михал Винярский женился на Дагмаре Стемплевской. 28 ноября того же года она родила сына Оливера. Михал узнал о рождении ребёнка в Сендае через несколько часов после окончания ключевого для сборной Польши матча чемпионата мира, в котором она одержала победу над сборной России и гарантировала себе выход в полуфинал. Второй сын Михала и Дагмары, Антоний, родился 13 марта 2014 года.